# Gosei 1983
Il Gosei 1983 è stata l'ottava edizione del torneo goistico giapponese Gosei. 

## Svolgimento
- W indica vittoria col bianco
- B indica vittoria col nero
- X indica la sconfitta
- +R indica che la partita si è conclusa per abbandono
- +N indica lo scarto dei punti a fine partita
- +F indica la vittoria per forfeit
- +T indica la vittoria per timeout
- +? indica una vittoria con scarto sconosciuto
- V indica una vittoria in cui non si conosce scarto e colore del giocatore

### Fase preliminare
La fase preliminare serve a determinare chi accede al torneo per la selezione dello sfidante. Consiste in un torneo preliminare, i cui vincitori sono qualificati al torneo per la determinazione dello sfidante.

### Determinazione dello sfidante
|  | Primo turno       | Primo turno |  |  | Secondo turno     | Secondo turno |               |                 | Terzo turno | Terzo turno |  |  | Semifinale | Semifinale |  |  | Finale | Finale |
|  |                   |             |  |  |                   |               |               |                 |             |             |  |  |            |            |  |  |        |        |
|  | Hiroshi Yamashiro |             |  |  |                   |               |               |                 |             |             |  |  |            |            |  |  |        |        |
|  | Hideyuki Fujisawa | W+R         |  |  | Hideyuki Fujisawa |               |               |                 |             |             |  |  |            |            |  |  |        |        |
|  | Utaro Hashimoto   |             |  |  | Rin Kaiho         | V             |               |                 |             |             |  |  |            |            |  |  |        |        |
|  | Rin Kaiho         | B+R         |  |  |                   |               |               | Rin Kaiho       |             |             |  |  |            |            |  |  |        |        |
|  | Kaku Takagawa     |             |  |  | Yasumasa Hane     | W+7,5         |               |                 |             |             |  |  |            |            |  |  |        |        |
|  | Hideo Okumura     | B+R         |  |  | Hideo Okumura     |               |               |                 |             |             |  |  |            |            |  |  |        |        |
|  | Masaki Fukui      |             |  |  | Yasumasa Hane     | B+R           |               |                 |             |             |  |  |            |            |  |  |        |        |
|  | Yasumasa Hane     | B+R         |  |  |                   |               |               | Yasumasa Hane   |             |             |  |  |            |            |  |  |        |        |
|  | Yuichi Sonoda     |             |  |  | Shoji Hashimoto   | B+1,5         |               |                 |             |             |  |  |            |            |  |  |        |        |
|  | Toshiro Kageyama  | B+R         |  |  | Toshiro Kageyama  |               |               |                 |             |             |  |  |            |            |  |  |        |        |
|  | Susumu Fukui      |             |  |  | Takaho Kojima     | B+8,5         |               |                 |             |             |  |  |            |            |  |  |        |        |
|  | Takaho Kojima     | B+R         |  |  |                   |               | Takaho Kojima |                 |             |             |  |  |            |            |  |  |        |        |
|  |                   |             |  |  | Shoji Hashimoto   | B+R           |               |                 |             |             |  |  |            |            |  |  |        |        |
|  |                   |             |  |  | Masaki Takemiya   |               |               |                 |             |             |  |  |            |            |  |  |        |        |
|  | Keishi Hisai      |             |  |  | Shoji Hashimoto   | W+0,5         |               |                 |             |             |  |  |            |            |  |  |        |        |
|  | Shoji Hashimoto   | W+10,5      |  |  |                   |               |               | Shoji Hashimoto |             |             |  |  |            |            |  |  |        |        |
|  | Hosai Fujisawa    |             |  |  | Shuzo Awaji       | W+0,5         |               |                 |             |             |  |  |            |            |  |  |        |        |
|  | Kunihisa Honda    | B+16,5      |  |  | Kunihisa Honda    |               |               |                 |             |             |  |  |            |            |  |  |        |        |
|  | Kunio Hisajima    |             |  |  | Eio Sakata        | B+R           |               |                 |             |             |  |  |            |            |  |  |        |        |
|  | Eio Sakata        | B+R         |  |  |                   |               | Eio Sakata    |                 |             |             |  |  |            |            |  |  |        |        |
|  |                   |             |  |  | Akira Ishida      | W+9,5         |               |                 |             |             |  |  |            |            |  |  |        |        |
|  |                   |             |  |  | Cho Chikun        |               |               |                 |             |             |  |  |            |            |  |  |        |        |
|  | Katsuaki Kubo     |             |  |  | Akira Ishida      | W+R           |               |                 |             |             |  |  |            |            |  |  |        |        |
|  | Akira Ishida      | W+R         |  |  |                   |               | Akira Ishida  |                 |             |             |  |  |            |            |  |  |        |        |
|  | Shinzo Ishii      |             |  |  | Shuzo Awaji       | B+R           |               |                 |             |             |  |  |            |            |  |  |        |        |
|  | Kunio Ishii       | W+1,5       |  |  | Kunio Ishii       |               |               |                 |             |             |  |  |            |            |  |  |        |        |
|  | Masao Sugiuchi    |             |  |  | Masao Kato        | B+R           |               |                 |             |             |  |  |            |            |  |  |        |        |
|  | Masao Kato        | B+R         |  |  |                   |               | Masao Kato    |                 |             |             |  |  |            |            |  |  |        |        |
|  |                   |             |  |  | Shuzo Awaji       | B+R           |               |                 |             |             |  |  |            |            |  |  |        |        |
|  |                   |             |  |  | Koichi Kobayashi  |               |               |                 |             |             |  |  |            |            |  |  |        |        |
|  | Yutaka Ono        |             |  |  | Shuzo Awaji       | B+7,5         |               |                 |             |             |  |  |            |            |  |  |        |        |
|  | Shuzo Awaji       | B+R         |  |  |                   |               |               |                 |             |             |  |  |            |            |  |  |        |        |

### Finale
La finale è una sfida al meglio delle cinque partite, il detentore Hideo Otake ha affrontato lo sfidante scelto tramite il processo di qualificazione.